# マリー・フランソワーズ・ド・サヴォワ＝ヌムール
マリー・フランソワーズ・ド・サヴォワ＝ヌムール（Marie Françoise Élisabeth de Savoie-Nemours, 1646年6月21日 - 1683年12月27日）は、ポルトガル王アフォンソ6世の王妃、のちペドロ2世の王妃。ポルトガル語名はマリア・フランシスカ・イザベル・デ・サボイア（Maria Francisca Isabel de Saboia）。

## 生涯
サヴォイア家の一族である第6代ヌムール公シャルル・アメデ・ド・サヴォワ＝ヌムールとエリザベート・ド・ブルボン＝ヴァンドーム（父はアンリ4世と愛人ガブリエル・デストレの子、ヴァンドーム公セザール）の次女としてパリに生まれた。姉マリー・ジャンヌはサヴォイア公カルロ・エマヌエーレ2世の2番目の妃となった。
スペインと対抗するためポルトガルの協力が必要となったルイ14世のため、フランス貴族の中からマリーが選ばれ、即位したばかりのアフォンソの花嫁となった。ラ・ロシェルからリスボンに到着したマリーは、病の後遺症で左半身が麻痺し、精神障害のある王と面会して失望を隠せなかったという。当時、ポルトガル王政復古戦争はまだ続いており、意志薄弱な王は野心的な貴族たちの影響下にあった。マリーは王弟ペドロと協力して、親スペインの貴族らを排斥し、アフォンソ王をアゾレス諸島内のテルセイラ島へ事実上監禁させた。また、マリーは王の性的不能を理由に結婚の無効を申請、認められるやいなや1ヶ月後に摂政ペドロ王子と再婚した。
2人の間には1669年に生まれた一女イザベル・ルイザしかなく、直系の男子がいないブラガンサ王家は断絶の危機を迎えた。
1683年にアフォンソ王が亡くなり、ペドロとマリーが即位した。しかし同年12月にマリーは死去し、フランセシナス僧院に葬られた。のち、1912年にブラガンサ家の墓所のあるサン・ヴィセンテ・デ・フォーラ修道院に再埋葬された。